# Міжнародна гідрографічна організація
Міжнародна гідрографічна організація (англ. International Hydrographic Organization, (IHO)) — міжнародна організація, створена в 1921 році для координації діяльності національних гідрографічних служб, уніфікації морських карт і документів, прийняття надійних та ефективних методів проведення гідрографічних досліджень і використання їхніх результатів, розвитку наук, які пов'язані з гідрографією, і технологій, які використовуються в описовій океанографії. [Архівовано 11 вересня 2017 у Wayback Machine.] Міжнародна гідрографічна організація має статус спостерігача в ООН.
Спочатку організація називалася «Міжнародне гідрографічне бюро» (англ. International Hydrographic Bureau). Штаб-квартира розташована в Монако. Можна ознайомитися з текстом Конвенції про міжнародну гідрографічну організацію. Представником України в МГО є державна установа «Держгідрографія».
Періодичність і місце проведення засідань керівного органу міжнародної організації: Міжнародні гідрографічні конференції проводяться один раз на п`ять років у Монте-Карло (Монако)

## Участь України в Міжнародній гідрографічній організації
- Дата набуття Україною членства: 20.05.1998 р.;
- Підстава для набуття членства в міжнародній організації: Постанова Кабінету Міністрів України від 24.02.1995  № 143 "Про приєднання до Конвенції Міжнародної гідрографічної організації";
- Статус членства: Повноправний член;
- Характер фінансових зобов'язань України: Сплата щорічного членського внеску;
- Джерело здійснення видатків, пов'язаних з виконанням фінансових зобов'язань перед міжнародною організацією: Спеціальний фонд Державного бюджету України, Кошти ДП «АМПУ»;
- Вид валюти фінансових зобов'язань: євро
- Обсяг  фінансових зобов'язань на 2017 рік: 24 145,92
- Центральний орган виконавчої влади, відповідальний за виконання фінансових зобов'язань: Міністерство інфраструктури України, Адміністрація морських портів України[8].